# 卡辛巴迪阿雷亚
卡辛巴迪阿雷亚是巴西帕拉伊巴州的一个市镇。总面积233.037平方公里，总人口3804人，人口密度16.3人/平方公里。